# Жана-Кіїма
Жа́на-Кіїма́ (каз. Жаңа Қима) — село у складі Жаксинського району Акмолинської області Казахстану. Адміністративний центр Жанакіїминського сільського округу.
Населення — 1112 осіб (2021; 1410 у 2009, 2011 у 1999, 2864 у 1989).
Національний склад станом на 1989 рік:
- казахи — 63 %.

Станом на 1989 рік село називалось Жана-Кійма.